# Čerkasy
Čerkasi, Čerkasy (ukrajinski: Черкаси, ruski: Черкассы,  njemački Tscherkassy, poljski: Czerkasy, hebrejski: צ'רקסי) je grad u središnjoj Ukrajini središte Čerkaške oblasti.

## Zemljopis
Čerkasi se nalazi u središnjoj Ukrajini na rijeci Dnjepru, udaljen 156 km od Kijeva, 247 km željeznicom i 188 km cestom.

## Stanovništvo
Po službenom popisu stanovništva iz 2001. godine grad je imao 295.400 stanovnika, prema procjeni stanovništva iz 2009. godine grad je imao 287.741 stanovnika.

### Etnički sastav
Prema podacima u grad je 1926. godine živjelo najviše Ukrajinaca 61,9%,  Židova 27,6% i Rusa 8,6%, prema podacima u grad je 1959. godine živjelo najviše Ukrajinaca 70%,  Rusa 22% i Židova 6%.

## Poznate osobe
- Ilija Kovtun, gimnastičar

## Gradovi prijatelji
- Bydgoszcz, Poljska
- Santa Rosa, SAD
- Perm, Rusija

## Galerija
- Glavna gradska ulica 1910. godine
- Čerkaška filharmonija
- Kip Lenjina srušen 2008. godine

## Vanjske poveznice
- Službena stranica grada  Arhivirana inačica izvorne stranice od 10. siječnja 2003. (Wayback Machine)

### Ostali projekti
|  | Zajednički poslužitelj ima još gradiva o temi Čerkasi |